# Glaciar Sibelius
El glaciar Sibelius es un glaciar de 19 kilómetros de largo y 10 de ancho, que fluye hacia el sur hacia el Piedemonte de hielo Mozart a 16 kilómetros al suroeste del monte Stephenson, situado en la parte norte de la isla Alejandro I, en la Antártida. El glaciar fue avistado por primera vez desde el aire por la Expedición Británica a la Tierra de Graham en 1937. Derek J.H. Searle, de la British Antarctic Survey, lo cartografió en 1960 a partir de fotografías aéreas tomadas por la Expedición de investigación antártica Ronne entre 1947 y 1948. El Comité de Topónimos Antárticos del Reino Unido le dio su nombre en honor al compositor finlandés Jean Sibelius.